# Eusirogenes adad
Eusirogenes adad är en kräftdjursart som beskrevs av J. L. Barnard 1964. Eusirogenes adad ingår i släktet Eusirogenes och familjen Eusiridae. Inga underarter finns listade i Catalogue of Life.